# نورمن مک‌لارن
نورمن مک‌لارن (انگلیسی: Norman McLaren؛ ۱۱ آوریل ۱۹۱۴–۲۷ ژانویه ۱۹۸۷) کارگردان فیلم و انیمیشن، فیلم‌نامه‌نویس و تهیه‌کنندهٔ اسکاتلندی-کانادایی بود که به‌خاطر ابداعاتش در هنر انیمیشن و آثاری که برای هیئت ملی فیلم کانادا ساخت مشهور است. او در بهره‌گیری از تکنیک‌هایی همچون پویانمایی انتزاعی، پیکسیلیشن، صدای گرافیکی، موسیقی تصویری، پویانمایی دستی (hand-drawn animation) و پویانمایی بی‌دوربین (drawn-on-film animation) پیشگام بود.
نورمن مک‌لارن در سال ۱۹۵۲ برای انیمیشن کوتاه «همسایه‌ها» برندهٔ جایزه اسکار بهترین فیلم مستند (کوتاه) شد.